# 呂嘉問
吕嘉问（？—？），字望之，淮南路下蔡（今安徽凤台）人。

## 生平
吕公绰孙，出身仕宦世家，史稱“吕氏更执国政，三世四人，世家之盛，则未之有也。”以祖荫入官，支援王安石變法，提举市易务三司使。當時吕公弼对王安石新法有异议，打算上疏反對。屬稾甫就，吕嘉问窃其稿以助安石。被呂家称为“家贼”。王安石罷相後，自江宁府贬知润州。官至宝文阁待制。今有《与元翰札》傳世。 

## 家庭
有子呂安中、有女，適簽書樞密院事右丞相曾孝寬次子曾誠。